# 동인 소프트웨어
동인 소프트웨어(일본어: 同人ソフト 도진 소프토[*]란 동인 서클이 자주적으로 제작, 배포하는 컴퓨터 기반의 디지털 미디어(플로피 디스크, CD-ROM 등) 동인 작품을 말한다. 보통 일본에서는 "同ソ"(동소) 등으로 줄여 부른다.